# Zoran Antić
Zoran Antić (serbisch-kyrillisch Зоран Антић; * 7. Februar 1975 in Gnjilane, Jugoslawien) ist ein ehemaliger serbischer Fußballspieler. Er verbrachte die meiste Zeit seiner Profilaufbahn bei Hajduk Kula. Dort spielte er insgesamt sechs Jahre und absolvierte insgesamt 154 Spiele für den Verein. 